# Hanover (Ontario)
Hanover ist eine Stadt in der kanadischen Provinz Ontario, im südlichen Grey County.
Dort gibt es viele Fabriken und Farmen, welche die zweitwichtigsten Arbeitsplätze der Einwohner beherbergen. Im Jahr 2016 lebten dort 7.688 Menschen.
Es gibt drei öffentliche Schulen: Dawnview Public School, James A. Magee Community School und Holy Family Catholic School. Es gibt eine Highschool, die John Diefenbaker Secondary School, welche von 800 Schülern aus Hanover und den Nachbarstädten besucht wird.

## Söhne und Töchter
- Peter Joseph Hundt (* 1956), römisch-katholischer Geistlicher, Erzbischof von Saint John’s, Neufundland